# Гамалиил
Гамалиил (на иврит: גַּמְלִיאֵל) е еврейски богослов и юрист от Римската епоха, един от главните представители на движението на фарисеите.
Той е внук на видния религиозен водач и основоположник на равинския юдаизъм Хилел. В началото на I век Гамалиил се налага като водещият авторитет в Синедриона на Юдея. Той е толкова уважаван, че става първият, когото нарекли раван – титла, по-висока от рави („равин“). За него се казва в Мишна: „Когато раван Гамалиил старши умрял, славата на Тора залязла и чистотата и светостта [буквално — „отделеността“] изчезнали.“
Гамалиил умира през 52 година.
В християнската традиция Гамалиил е смятан за скрит християнин и дори светец, като Православната църква отбелязва откриването на мощите му на 2 август, а Католическата църква – на 3 август.